# Arme nucléaire tactique

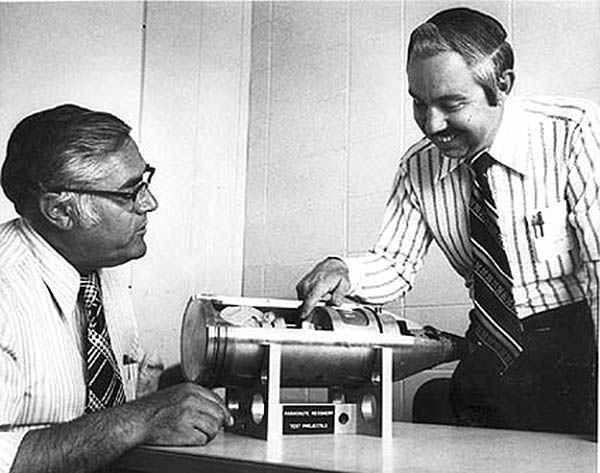
Maquette de la version d'essai de l'Obus atomique W48 de calibre 155 mm. Il pouvait être tiré depuis n'importe quel canon de ce calibre.

Une arme nucléaire tactique est une bombe A ou bombe H destinée à un usage sur le champ de bataille ou en arrière de celui-ci, visant des cibles tels quartiers-généraux, concentration de troupes, bases militaires, moyens logistiques, navires et avions de combat et pouvant être portée par une vaste gamme de vecteurs. Elle produit une explosion d'une puissance variant entre 300 tonnes et 300 kilotonnes. Les médias anglophones utilisent régulièrement le terme « mini-nuke », qui n'a aucune référence officielle.
On l'appelle « mini-nuke » car dans sa version de plus basse puissance, 300 tonnes, elle a une puissance très inférieure à la bombe d'Hiroshima, dont la puissance était de 15 kilotonnes.

## Histoire

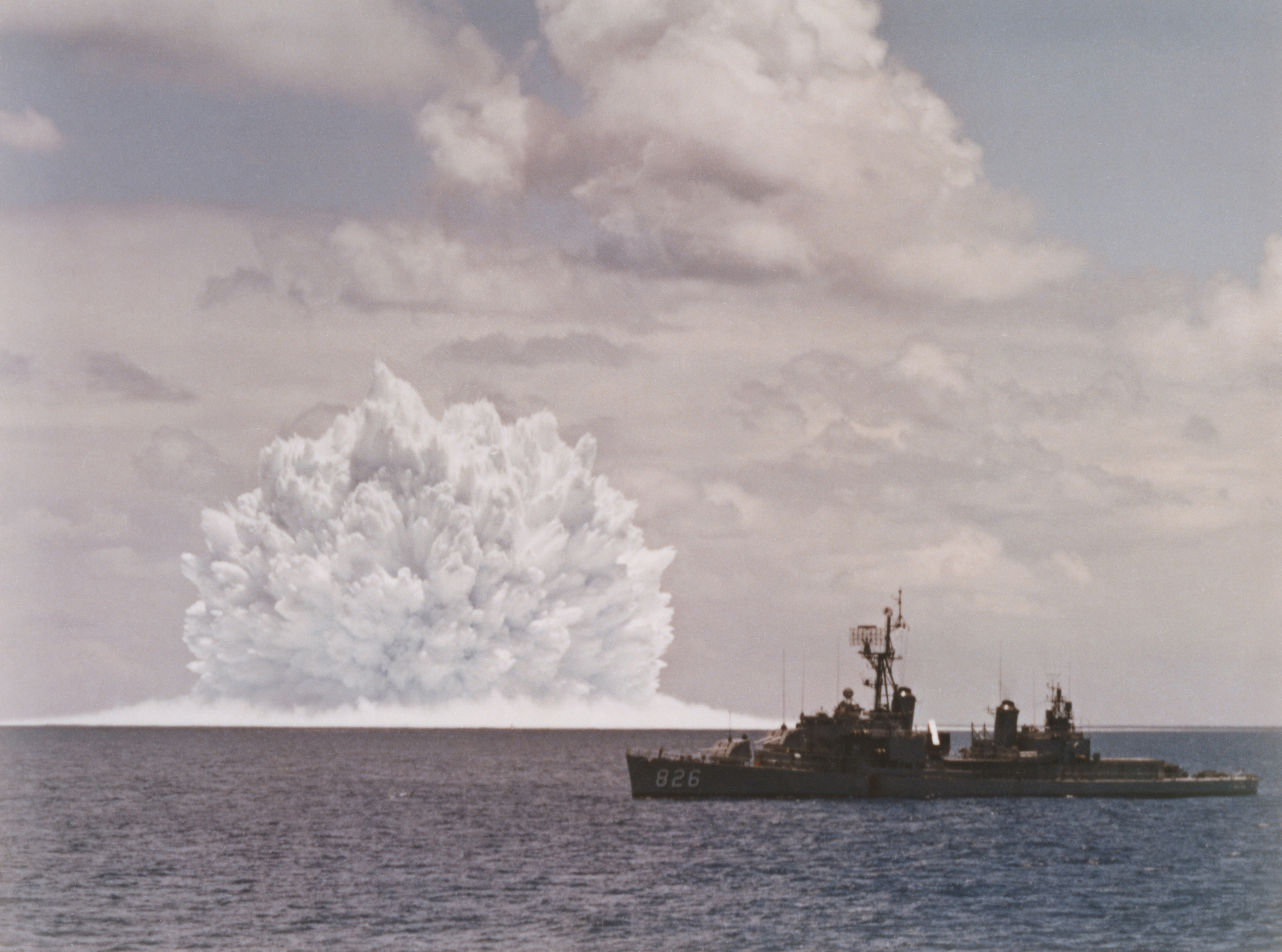
Le destroyer USS Agerholm de la classe Gearing tirant un RUR-5 ASROC avec une charge de profondeur nucléaire, lors du test Swordfish en 1962.

Ce type d'arme est apparu dans les années 1950 dans le contexte de la guerre froide.

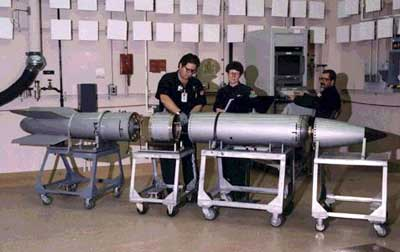
B61 en cours de démontage

### États-Unis
Les États-Unis ont développé une vaste panoplie d’obus atomique, de bombes, mines et missiles tactiques qui ont été stockés, en 1985, entre autres, dans 125 bases de l'OTAN à 6 000 unités en Europe à partir d'octobre 1953dont plusieurs centaines à la disposition des armées alliées (avec un pic de plus de 7 000 unités entre la fin des années 1960 et le début des années 1970). Avec la fin de la Guerre froide, ils retirent les armes embarquées à bord des navires et toutes les ogives lancées depuis des armements terrestres entre 1992/1993. En 2016, ils conservent à ce jour les bombes B61 larguées par avions au sein de leurs forces armées à hauteur d'environ 760 unités dont entre 160 et 200 sont basées dans six bases de l'OTAN en Europe et en Turquie.

### URSS/Russie

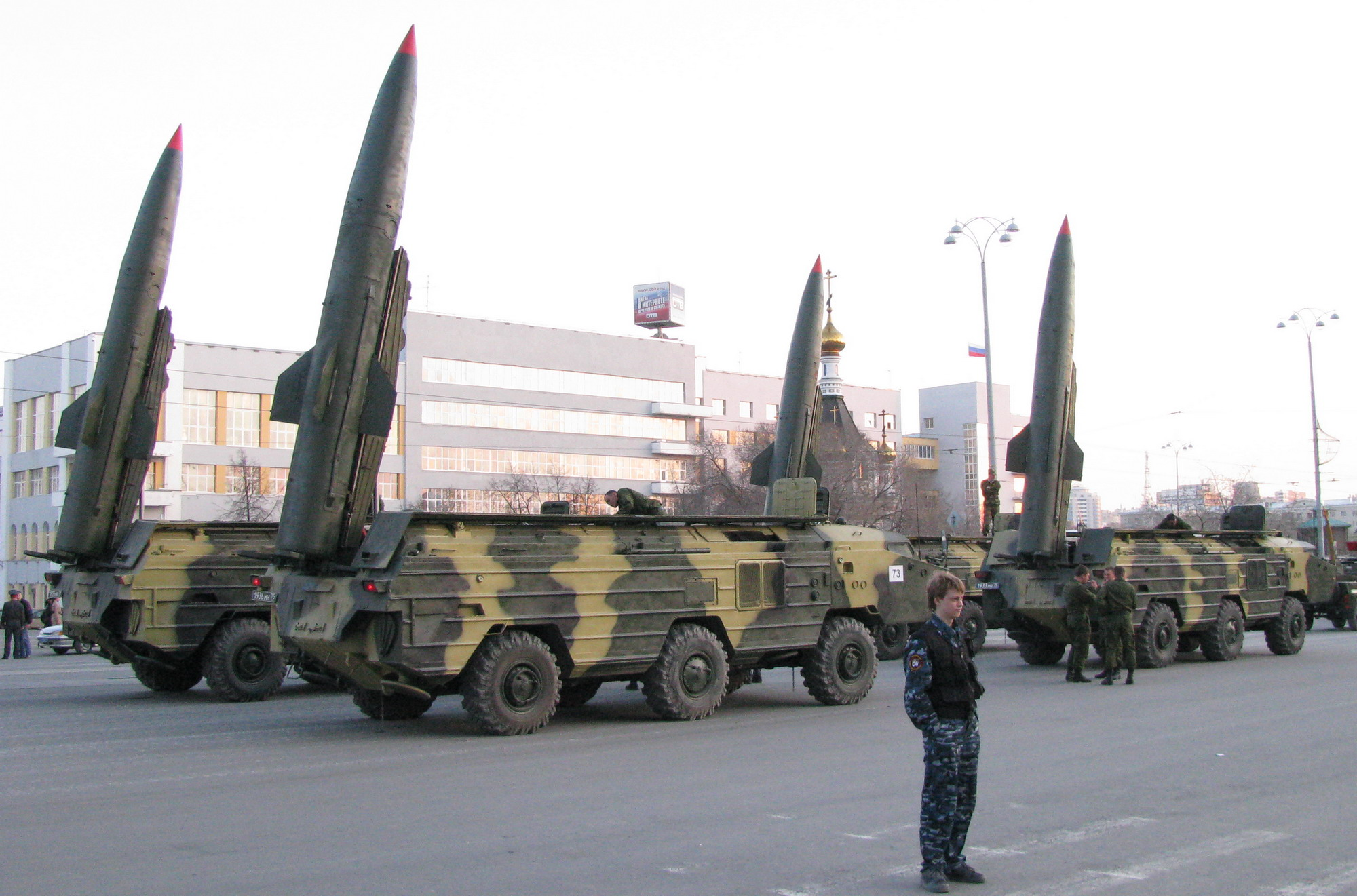
Missiles OTR-21 Totchka en position de tir lors d'une parade en Russie. Ces engins peuvent emporter des ogives conventionnelles, chimiques ou nucléaires.

L'URSS a déployé un maximum de 20 000 à 25 000 armes de ce type dans environ 600 bases militaires sur son territoire et celui des États du Pacte de Varsovie. La Russie conserve en 2017 le plus vaste arsenal d'armes de cette catégorie avec des estimations allant d'un millier à 4 000 ogives dans une cinquantaine de sites.

### France

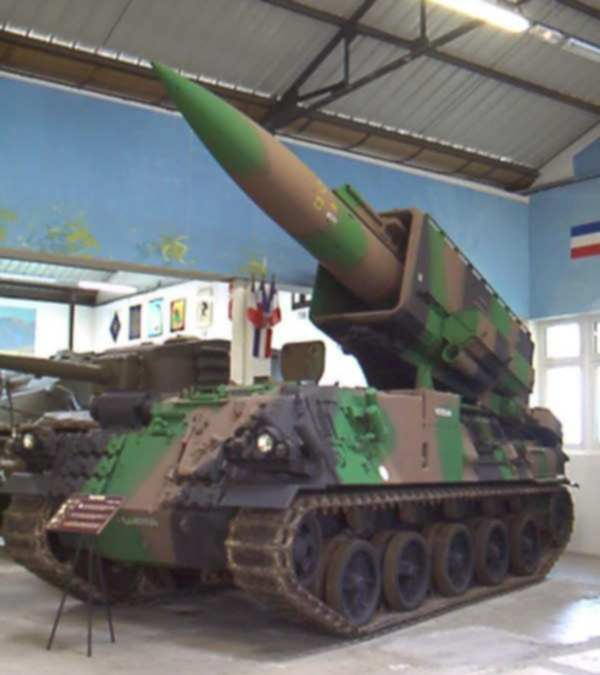
Missile Pluton, vecteur nucléaire tactique ou pré-stratégique de l'armée de terre française de 1974 à 1992.

La France a développé à partir de la fin des années 1960 des armes nucléaires que l'on a appelées « pré-stratégiques » ayant un rôle d'ultime avertissement, avant l’emploi d'armes stratégiques de la force de dissuasion nucléaire française sur les sites vitaux d'un agresseur.
Outre les armes larguées par avion, l'armée de terre française a déployé des armes nucléaires avec 20 missiles Honest John américains déployés de 1959 à 1966, mais dont les ogives nucléaires restaient sous contrôle gouvernemental américain. Ces dernières sont évacuées le 30 juin 1966 à la suite du retrait de la France du commandement intégré de l'OTAN.
Cinq régiments d'artillerie de l'est et du nord de la France sont équipés de 1974 à 1978 de huit lanceurs Pluton chacun (six opérationnels répartis de trois batteries de tir plus deux lanceurs de réserve) soit au total 40 lanceurs. Appartenant chacun à une division avant d'être placé sur la responsabilité d'un corps d'armée en 1977, chaque régiment d'artillerie nucléaire comportait un millier d'hommes, 300 véhicules et un Dépôt Atelier de Munitions Spéciales pour le stockage des constituants des missiles (vecteurs, munitions et cœurs). Ils se composaient d'une batterie de commandement et service (BCS), de trois batteries de tir à deux lance-missiles chacune et d'une batterie de sécurité et transport nucléaire (BSTN), chargée de la garde du dépôt nucléaire lié à chaque régiment :
- 3e régiment d'artillerie à Mailly-le-Camp (Aube) le premier déclaré opérationnel sur Pluton le 1er mai 1974 ;
- 4e régiment d'artillerie à Laon-Couvron ;
- 15e régiment d'artillerie à Suippes ;
- 32e régiment d'artillerie à Haguenau ;
- 74e régiment d'artillerie à Belfort ;
- enfin le 19e régiment d'artillerie pour l'instruction, 2e batterie à Draguignan (Var), pour l'École d'application de l'artillerie, champ de manœuvres : Canjuers.

Le projet d'une version améliorée, Super-Pluton, a été abandonné en faveur du projet Hadès, et le Pluton vieillissant a été progressivement écarté, jusqu'à son retrait complet en 1993.
Il est remplacé par le missile Hadès qui, entré en service à la fin de la guerre froide, voit sa production réduite à 15 plates-formes de lancement et 30 missiles. Les premières plates-formes entrèrent en service en 1992 dans le 15e régiment d'artillerie, comme ressource ultime en cas de menace sérieuse, et stockées à Lunéville sous le contrôle de la Force Hadès. En 1996, à la suite de l'élection de J. Chirac, la France fit évoluer son système de dissuasion nucléaire à quatre composantes (missiles stratégiques SSBS lancés des silos du plateau d'Albion, missiles sol-sol mobiles pré-stratégiques Hadès, missiles aérobies lancés d'avions et missiles stratégiques MSBS lancés de sous-marins) vers un système à deux composantes basé sur les MSBS des sous-marins et les missiles aérobies des Forces aériennes stratégiques (FAS) et de l'aéronavale. En conséquence, les missiles Hadès furent les dernières armes nucléaires employées par l'armée de terre française et sont démantelés, le dernier le 23 juin 1997.
Les armes en service dans les années 2010 sont des missiles air-sol moyenne portée amélioré. Dans une conférence de presse tenue le 19 février 2015, le président français Hollande a indiqué que la France disposait de 54 missiles ASMPA. Cela n’implique pas nécessairement cinquante-quatre têtes nucléaires, la commande initiale de ces dernières semblant ne porter que sur quarante-sept têtes nucléaires aéroportées.

### Royaume-Uni
Le Royaume-Uni construisit également des armes nucléaires tactiques, en service de 1961 à 1998 au sein de l'arsenal nucléaire du Royaume-Uni.
La Red Beard (en), d'une puissance de 10 à 20 kilotonnes, fut produite à environ 80 exemplaires pour la Royal Air Force et 30 pour les chasseurs-bombardiers Blackburn Buccaneer de la Fleet Air Arm et fut en service entre 1961 et 1971.
La dernière arme nucléaire aéroportée britannique a été la bombe nucléaire tactique WE.177 (en) qui fut en service de 1966 jusqu'en 1992 dans la Royal Navy et 1998 pour la RAF succédant à la Red Beard. La WE.177 dérivé en trois modèles d'une puissance allant de 10 à 400 kt pouvait être emportée par des chasseurs-bombardiers tel le Blackburn Buccaneer, le Hawker Siddeley Harrier et le Panavia Tornado, ou, en version de charge de profondeur, par des hélicoptères de lutte anti-sous-marine. La RAF a disposé de 8 escadrons de Tornado GR1/1A armés de WE.177 dont ceux basés sur la base de RAF Bruggen (en) en Allemagne de l’Ouest qui ont été transférés à la fin de la guerre froide sur la base de RAF Lossiemouth en Écosse et RAF Marham en Angleterre.
La British Army of the Rhine stationnée en Allemagne de l’Ouest était dotée d'armes nucléaires tactiques avec, en 1966, six batteries d'obusiers M110 de 203 mm et six batteries de missiles sol-sol MGR-1 Honest John dont les ogives nucléaires étaient fournies par la 7e armée américaine.